# 神戸市立生田中学校
神戸市立生田中学校（こうべしりつ いくたちゅうがっこう）は、兵庫県神戸市中央区中山手通7丁目にあった公立中学校。
1990年3月に閉校し、神戸中学校と生田中学校を統合し神戸市立神戸生田中学校となる。
跡地は、神戸市立山の手小学校となった。

## 写真

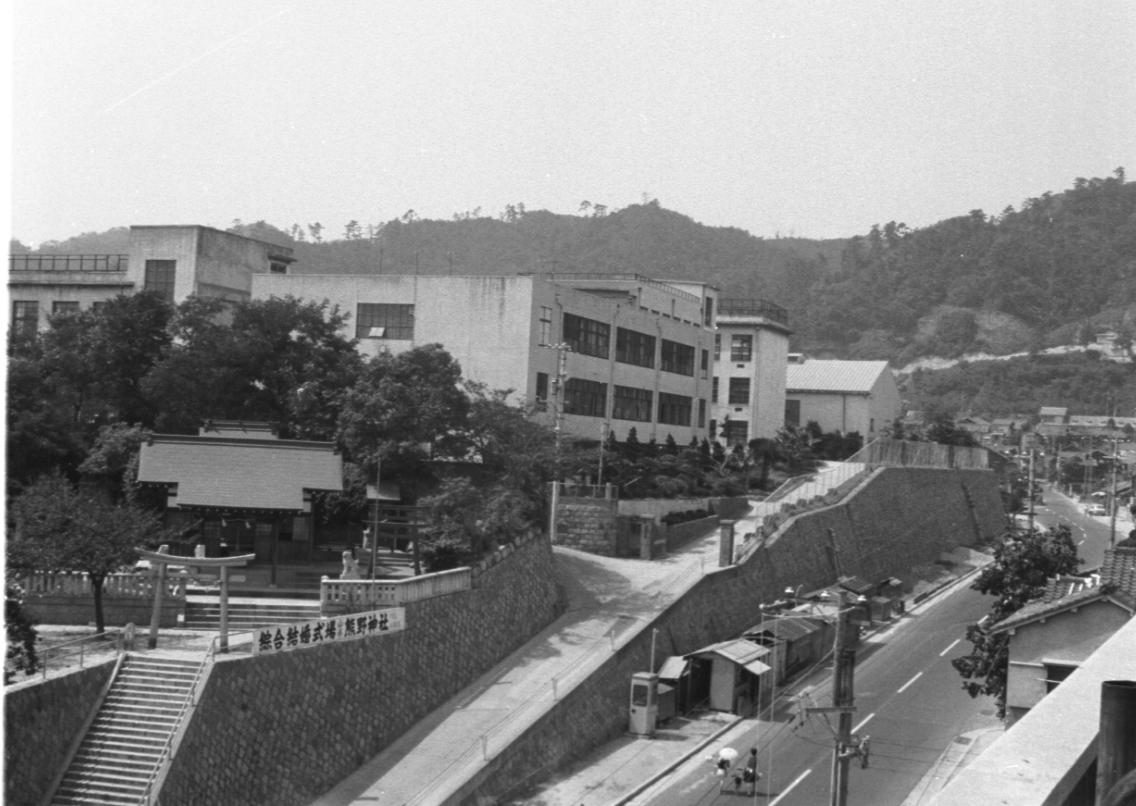
全体の様子

- 神戸市立生田中学校舎196508 （生田中へ上る坂の左は熊野神社。手前の道路は、明治三十三年に宇治野山の真中を二つに切り開き「切り通し」又は「堀割り」と呼ばれ、山手から平野楠谷町に通じる道路として完成したもの[2]。）

## 沿革

### 経緯
神戸市立生田中学校は、1947年（昭和22年）4月22日に開校した。当初は、独自の校舎を持たず神戸市立諏訪山小学校などを利用した。（昭和29年の神戸市街図では、神戸市立諏訪山小学校の位置に”生田中”が併記されている）。1948年（昭和23年）、神戸市立長狭中学校（後、神戸市立神戸中学校に改称）が分離し、北長狭校舎にて開校した。 1950年(昭和25年）、文部省建築モデルスクールに指定された。  1964年(昭和39年）、 兵庫県中学校バスケットボール大会に男女ともに優勝、1971年(昭和46年）、ベルマーク全国第1位受賞、 1972年(昭和47年）全日本よい歯の学校賞受賞、 陸上部 男子400mリレー全日本ランキング1位という業績を修めた。 1990年（平成2年）、神戸市立神戸中学校と統合、44年の歴史に幕を下ろした。同年4月1日 、神戸市中央区北長狭通の神戸市立神戸中学校および神戸市立摩耶兵庫高等学校移転跡地に、両校を統合した神戸市立神戸生田中学校が創立された。但し新校舎完成までは、現在の神戸市立山の手小学校の校地にあった旧生田中学校校舎を使用した。

### 年表
- 1947年4月22日 - 神戸市立生田中学校として開校
- 1948年4月15日 - 神戸市立長狭中学校（後、神戸市立神戸中学校）が分離
- 1949年10月12日 - 神戸市立諏訪山小学校から神戸市立山手小学校へ校舎移転[14]
- 1950年5月18日  - 文部省建築モデルスクールとして第1期工事着工
- 1951年3月31日  - 第2期工事着工
- 1951年
  - 11月15日 -  第1期・第2期工事竣工
  - 12月11日 -  新校舎に移転する
- 1952年6月8日  - 第3期工事竣工
- 1955年6月6日  - 第4期工事竣工
- 1957年9月9日  - 第5期工事竣工
- 1959年
  - 2月28日  - 第6期工事竣工
  - 6月17日 - 理科教育実験学校として指定される
  - 10月26日 - PTA、文部大臣より表彰を受ける
- 1959年10月27日 - 産業教育施設研究指定校となる[15]
- 1964年12月28日 - 兵庫県中学校バスケットボール大会優勝（男女とも）
- 1971年10月30日 - ベルマーク全国第1位受賞
- 1972年1月20日 - 全日本よい歯の学校賞受賞
- 1974年 - 陸上部 男子400mリレー全日本ランキング1位となる
- 1977年11月2日 - 創立30周年記念式典を開催[16]
- 1990年
  - 3月24日 - 神戸市立神戸中学校及び神戸市立生田中学校にて閉校式。
  - 4月1日 - 神戸中学校と生田中学校を統合し神戸市立神戸生田中学校創立

## 著名な出身者
- ミツ・ヒライ（プロレスラー）
- 佐々木一樹（Jリーグ初代事務局長。2012年4月より、ジェイリーグエンタープライズ代表取締役社長[17]。 ）
- 箙かおる（元宝塚歌劇団専科男役）
- 田中ケロ（プロレスリングアナウンサー、ナレーター）